# Gazella tingitana
Gazella tingitana — викопний вид газелей пізнього плейстоцену Марокко. Арамбург описав G. tingitana в 1957 році з матеріалу в Мугарет-ель-Алія в Марокко, який зараз датується між 85 і 37 тисячами років тому. Пізніше це було задокументовано з відкладень середнього та пізнього плейстоцену (190 000—90 тисячоліття тому) у Джебель-Ірхуді. Як і більшість нинішніх газелей, вона, можливо, була зі змішаною дієтою.